# Argentin laposteknős
Az argentin laposteknős (Acanthochelys pallidipectoris) a hüllők (Reptilia) osztályába, a teknősök (Testudines) rendjébe és a kígyónyakúteknős-félék (Chelidae) családjába tartozó faj.

## Előfordulása
Dél-Amerikában, Argentína és Paraguay területén honos.

## Megjelenése
Testhossza 17,5 centiméter.